# Дербентська губернія
Дербентська губе́рнія — адміністративно-територіальна одиниця Російської імперії, утворена 14 грудня 1846 року. Центр губернії — місто Дербент.

## Створення
Створена 14 грудня 1846 року наказом Миколи I у складі Дербентського та Кубинського повітів Каспійської області та окупованих земель Дагестану.

## Внутрішній поділ
Губернія разом із Мехтулінським ханством та Тарковським шамхальством утворювала особливу одиницю — Прикаспійський край. До складу губернії входили Дербентський та Кубинський повіти, Дамгірський та Самурський округи, Газікумухське та Кюринське ханства, а також інші землі на південь від Аварського Койсу.

## Скасування губернії
Згідно із «Положенням про управління Дагестанською областю» від 5 квітня 1860 року губернію було ліквідовано, більша частина її території увійшла до складу Дагестанської області. Кубинський повіт було включено до складу Бакинської губернії.